# Stary cmentarz żydowski w Białej Podlaskiej
Stary cmentarz żydowski w Białej Podlaskiej – znajdował się przy ulicy Brzeskiej. Zamknięty na początku XIX w.(po utworzeniu nowego przy ul. Nowej) posiadał nieregularną formę, czytelną w dzisiejszym krajobrazie miasta jako wyniesienie między budynkiem kina Merkury a budynkiem Urzędu Powiatowego. Nagrobki utracił do I wojny światowej. Posiada liczne przekazy kartograficzne i ikonograficzne – najstarszy z 1772 roku w postaci tzw. mapy Targońskiego. Na terenie byłego cmentarza znajduje się pomnik poświęcony Polakom poległym i zaginionym na Syberii.